# HD 68456
HD 68456 ( eller HR 3220) är en dubbelstjärna i den mellersta  delen av stjärnbilden Kölen som också har Bayer-beteckningen B Carinae. Den har en kombinerad skenbar magnitud av ca 4,75 och är svagt synlig för blotta ögat där ljusföroreningar ej förekommer. Baserat på parallax enligt Gaia Data Release 2 på ca 55,3 mas, beräknas den befinna sig på ett avstånd på ca 59 ljusår (ca 18 parsek) från solen. Den rör sig bort från solen med en heliocentrisk radialhastighet på ca 24 km/s.

## Egenskaper
Primärstjärnan HD 68456 A är en gul till vit stjärna i huvudserien av spektralklass F6 V Fe-0.8 CH-0.4, där suffixnoten anger ett svagt underskott av järn och cyanoradikaler. Den har en massa som är ca 1,4 solmassor, en radie som är ca 1,5 solradier och har ca 3,6 gånger solens utstrålning av energi från dess fotosfär vid en effektiv temperatur av ca 6 500 K.
HD 68456 är en enkelsidig spektroskopisk dubbelstjärna med en omloppsperiod på 2,46 år och en excentricitet på 0,12. Följeslagaren är troligen en vit dvärg av helium med en massa av 0,47 solmassa. Massöverföring från den vita dvärgstjärnan har gett primärstjärnan en spektralsignatur hos en blå eftersläntrare som verkar mycket yngre än dess faktiska ålder på cirka 10 miljarder år.